# Maria portans

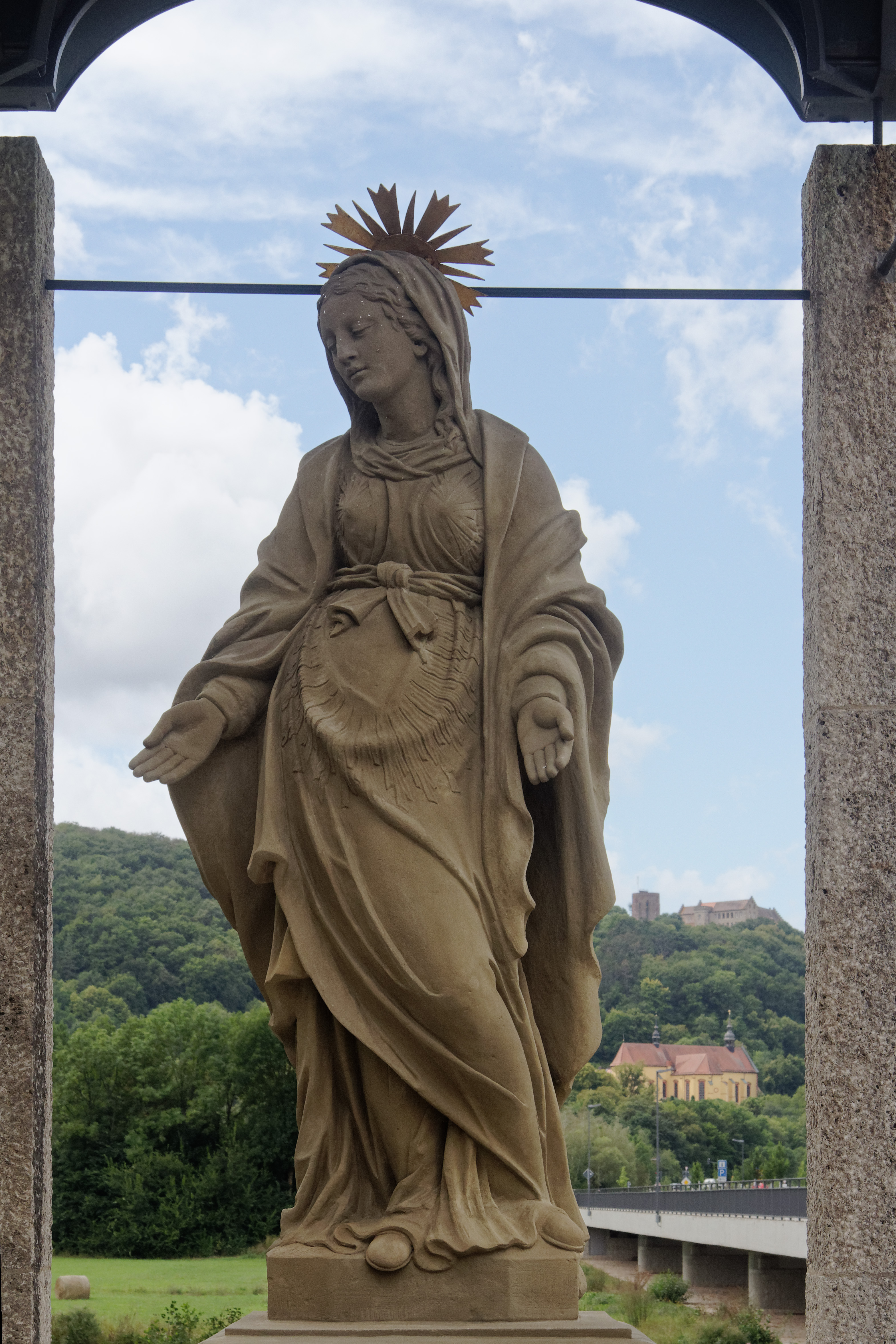
Die Maria portans-Figur in Hammelburg

Die Skulptur Maria portans („Maria, die [ihren Sohn im Mutterleib] trägt“) befindet sich in der Kleinstadt Hammelburg im unterfränkischen Landkreis Bad Kissingen. Sie gehört zu den Baudenkmälern von Hammelburg und ist unter der Nummer D-6-72-127-58 in der Bayerischen Denkmalliste registriert.

## Beschreibung
Die Statue besteht aus gelbem Sandstein und entstand im Jahr 1711. Sie ist mit einem Baldachin aus Kupferblech versehen, der auf Pfeilern aus Kunststein steht. Die Höhe des gesamten Bildnisses beträgt 350 cm, die der Statue 195 cm. Der Sockel hat die Abmessungen 126 cm × 63 cm × 63 cm. Die Sockelgrundplatte ist vorspringend und besteht aus rotem Sandstein.
Auf dem Tischsockel steht in einer geschwungenen Inschriftenblende folgende Inschrift:

„Effigies Beat. Virginis ac Matris Mariae Portantis in Vtero Ssmi Incarnati Verbi Mysterivm Quae Neostadii Pragensis In Carlow Apvd Canonicos Regvlares Lateranenses Sti Augvstini Piis Fidelibvs Veneranda Asservatvr In Honorem Eivsdem Posita A Dno Georgio Gerardo Vaii Hammelb. Capitano Seren.mae Reipvblicae Venetea. Anno MDCCXI“

Die Übersetzung lautet:
„Abbild der seligen Jungfrau und Mutter Maria, die in ihrem Leib das Geheimnis des allerheiligsten fleischgewordenen Wortes trägt – [das Bild,] das in der Prager Neustadt in Karlshof bei den Lateranensischen Regularkanonikern des heiligen Augustinus den frommen Gläubigen zur Verehrung dargeboten wird; zu ihrer [Marias] Ehre aufgestellt vom Herrn Georg Gerhard Vay in Hammelburg, Hauptmann der Durchlauchtigsten Republik Venedig, im Jahr 1711“

## Geschichte
Der Überlieferung nach geht die Entstehung der Statue auf einen italienischen Offizier zurück, der bei einem Kampf auf der Brücke schwer verwundet wurde. Er gab das Gelübde ab, im Falle seiner Genesung und einer glücklichen Entbindung seiner schwangeren Frau eine Muttergottesstatue auf der Brücke errichten zu lassen und erfüllte sein Gelübde, als beides eingetreten war. Vorbild der Statue ist ein Altarbild der schwangeren Maria im Augustinerkloster Prag-Neustadt.
Bis 1945 stand die Maria portans gemeinsam mit einer Nepomuk-Statue an der alten Saale-Brücke, die im Jahr 1945 kurz vor dem amerikanischen Einmarsch von deutschen Soldaten gesprengt wurde. Erzählungen zufolge wurde die Statue einige Monate später von einem siebenjährigen Jungen beim Tauchen in der Saale wiedergefunden. Der abgetrennte Kopf habe im Gebüsch am Ufer gelegen. Die Nepomuk-Statue sei nicht wieder aufgetaucht. Die Maria portans wurde vom Würzburger Bildhauer Winzhaimer und nach dessen Tod vom Bad Kissinger Bildhauer Metz restauriert und stand von 1945 bis 1955, inzwischen mit einem Baldachin ausgestattet, an einer im Jahr 1945 errichteten Holzbrücke. Im Jahr 1955 wurde die Holzbrücke durch eine Betonbrücke ersetzt, die 2017/2018 abgerissen wurde; auf dieser im Jahr 1955 errichteten Brücke wurde auch die Maria portans auf der rechten Seite stadtauswärts aufgestellt.
Im Jahr 2019 wurde die heutige Saale-Brücke eingeweiht und die Maria portans stadtauswärts links vor der Brücke mit Blick auf die Kirchen, Schloss Saaleck und mit der Brücke im Rücken neu aufgestellt.
Aus Anlass der Neueinweihung der Saale-Brücke und der Neuaufstellung der Maria portans in diesem Zusammenhang kam die Frage auf, ob es sich bei dem betont fülligen Frauenbauch der Statue um die Darstellung der schwangeren Maria handelt oder lediglich um ein Schönheitsideal, das im 15. Jahrhundert bei den Mariendarstellungen vorherrschte. Die lateinische Inschrift bestätigt jedoch unbezweifelbar das Schwangerschaftsmotiv.